# L'Enfant à la balustrade
Vous lisez un « article de qualité » labellisé en 2023.
L'Enfant à la balustrade est un roman de mœurs de René Boylesve, largement autobiographique, dans un cadre régionaliste. Il est publié en 1903 dans La Renaissance latine sous forme de feuilleton en quatre parties, sous le titre Comédie sous la balustrade et, presque simultanément, en volume chez Calmann-Lévy.
Ce roman présente une suite de La Becquée, œuvre parue deux ans plus tôt et dont il reprend les principaux personnages, au premier rang desquels le narrateur, Riquet Nadaud.
L'Enfant à la balustrade raconte, vue et analysée par un enfant d'une dizaine d'années dont le père est notaire, la vie des petits bourgeois réunis en « cercles » entre alliances, brouilles et réconciliations de convenance, dans une petite ville du sud de la Touraine. Une maison dont le jardin en terrasse est clos par une balustrade dominant la ville tient un rôle majeur dans le récit : le notaire est temporairement mis au ban de la société bourgeoise pour avoir acheté cette maison au nez et à la barbe d'un notable local. Le retour en grâce du notaire n'a lieu qu'à la fin de l'histoire lorsque sa famille et lui viennent enfin habiter cette maison et que la jalousie de leur entourage fait place à l'admiration, sincère ou convenue.
Parallèlement, l'enfant grandit sans rien perdre de sa sensibilité, sa personnalité s'ébauche, sa capacité de jugement se développe. Il s'éveille au sentiment amoureux et s'engage dans la quête d'un idéal qu'il a lui-même du mal à définir — il est fasciné par une statue d'Alfred de Vigny, installée en centre-ville — au milieu des turbulences de la vie des adultes.
Lors de la parution du roman, la plupart des critiques soulignent la précision du tableau de la vie provinciale peint par Boylesve ainsi que la satire qu'il en fait ; il leur semble également que la quête d'idéal de Riquet n'est autre que celle de l'auteur enfant, mais aussi adulte. L'Enfant à la balustrade fait partie des possibles lauréats du premier prix Goncourt, décerné en 1903, mais ne l'obtient pas. Le roman est traduit en anglais et en espagnol du vivant de son auteur. Reconnu, après la mort de l'écrivain, comme l'un de ses meilleurs romans et plusieurs fois réédité, il n'a toutefois pas bénéficié de tirages très importants.

## Présentation

### Résumé

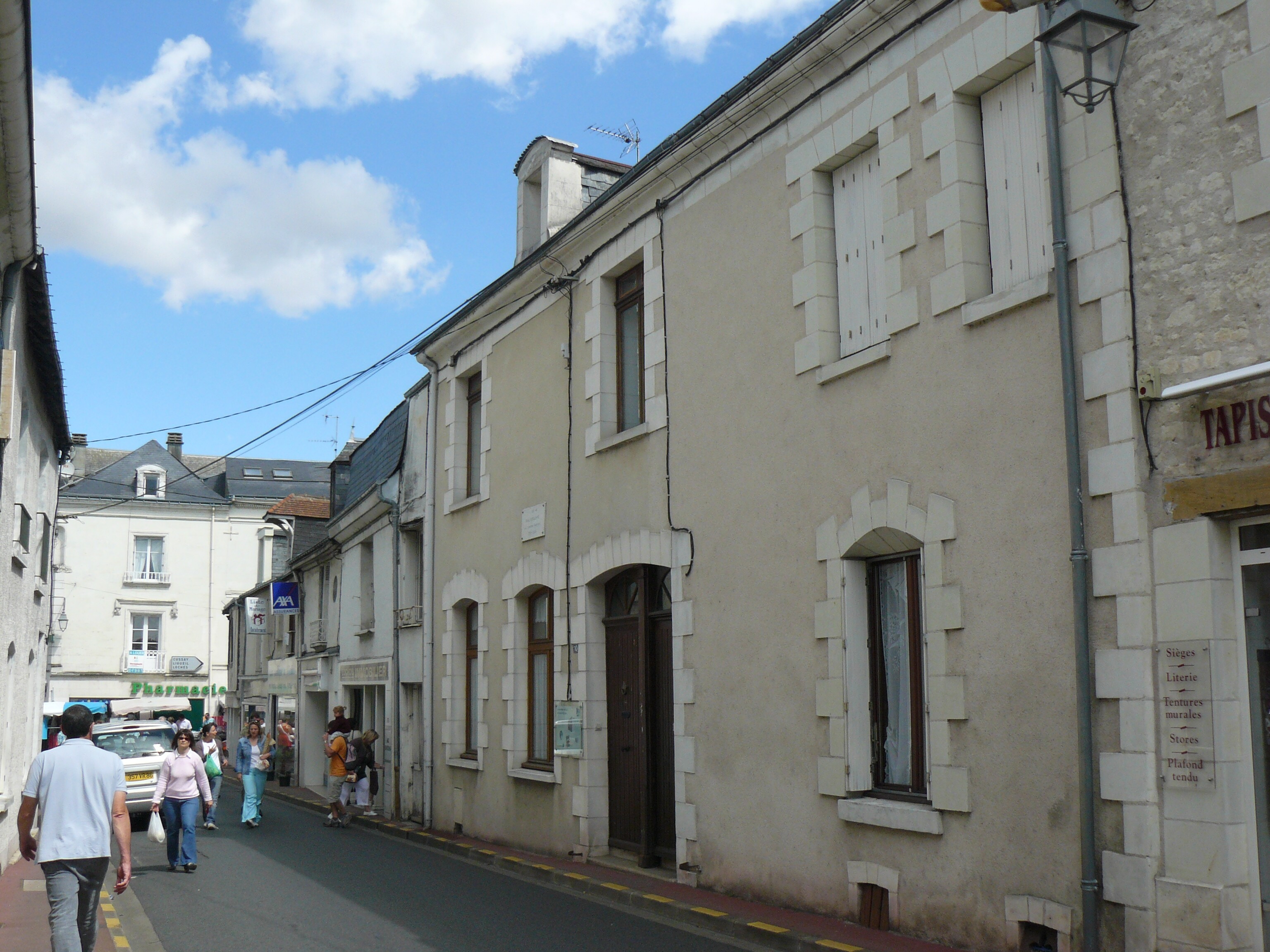
Maison natale de René Boylesve à Descartes (maison de Riquet Nadaud au début du roman).

Henri Nadaud, surnommé Riquet par ses proches, est un enfant âgé d'une dizaine d'années au début du roman. Fils de notaire, il habite Beaumont, une petite ville du sud de la Touraine. Entre son père, sa belle-mère qu'il appelle « petite-maman » et sa grand-mère qui n'a jamais accepté que son fils, veuf, se remarie (avec une créole, de surcroît), il observe les relations complexes qui régissent le monde des notables d'une petite ville de province : amitiés, haines, alliances, trahisons, réconciliations de circonstance. L'origine de ces chassés-croisés est l'achat, par Me Nadaud, d'une maison dont Madame Colivaut, l'actuelle occupante, conserve l'usage jusqu'à son décès. Cette maison, l'une des plus belles de la ville, était également convoitée par M. et Mme Plancoulaine, de riches bourgeois de Beaumont entourés d'un cercle — ou plutôt d'une cour — d'« amis » intéressés. À l'instigation des Plancoulaine, la famille Nadaud subit, par vengeance, une « mise en quarantaine » de la part de tous les notables de Beaumont et le notaire perd sa clientèle ; pour rompre son isolement et son désœuvrement, Mme Nadaud est même fugitivement tentée de tromper son mari.

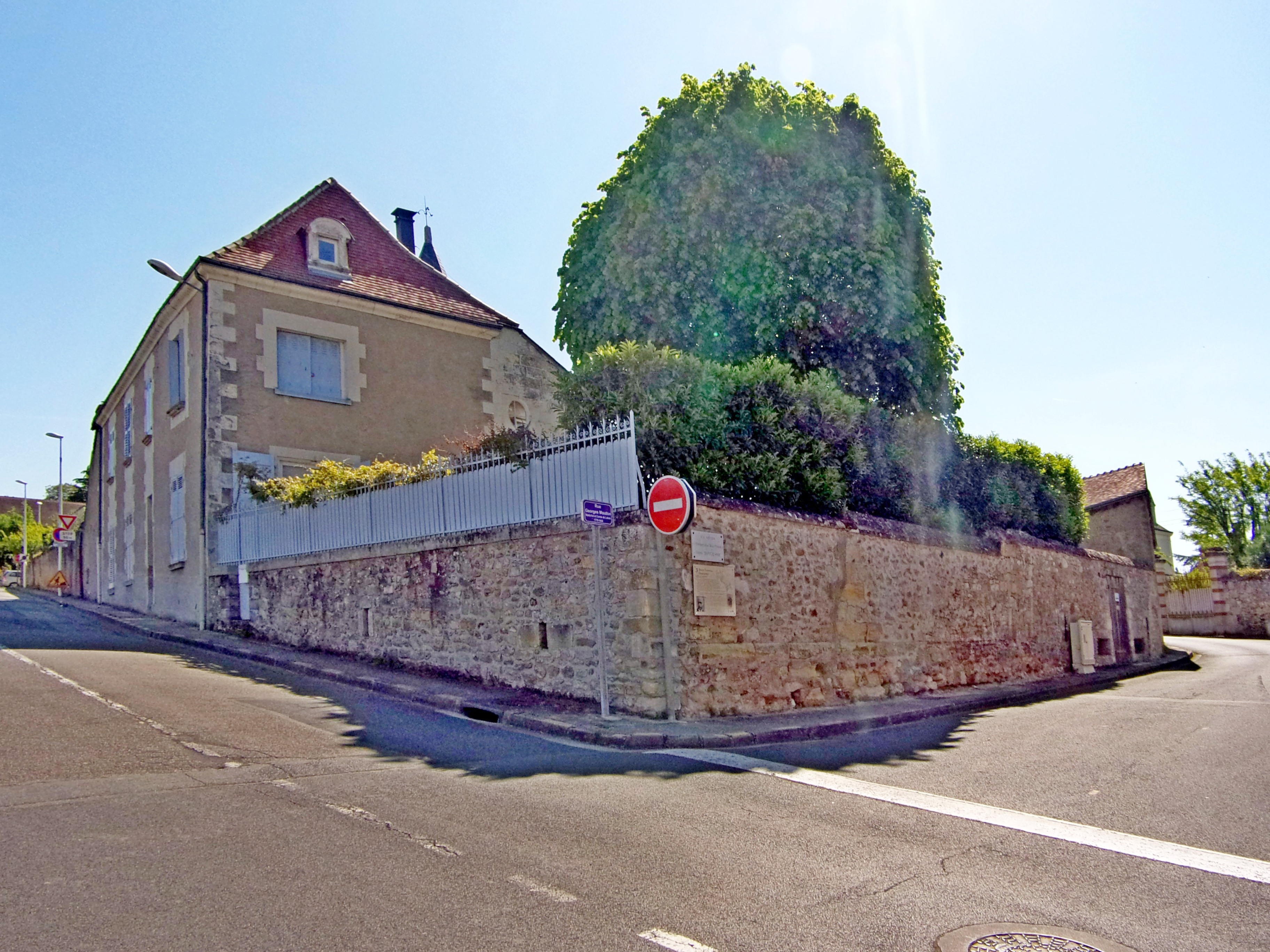
Maison Mouton (maison Colivaut) à Descartes.

Cet isolement ne prend fin qu'à la mort de Madame Colivaut, lorsque les Nadaud viennent habiter la maison tant convoitée. Ils voient alors revenir vers eux, un par un, tous ceux qui les avaient délaissés, y compris Clérambourg, l'ami de trente ans qui leur avait aussi tourné le dos, et surtout les incontournables Plancoulaine qui font le premier pas vers un rapprochement, impatients d'être invités à leur tour chez les Nadaud : la jalousie fait place à l'admiration, parfois mêlée d'envie. Il faut toutefois que Me Nadaud consente à effectuer personnellement la démarche qui le réconcilie définitivement avec ces derniers en leur faisant parvenir un panier de gibier qu'il a lui-même chassé.
Au milieu de ces préoccupations d'adultes dont il ressent les contrecoups et que son âge lui permet désormais de mieux comprendre et d'analyser, le seul véritable bonheur de Riquet est de se promener dans le jardin de la maison que son père a achetée, en quête d'un idéal qu'il a lui-même du mal à définir. Ce jardin, aménagé en trois terrasses, est équipé d'un cadran solaire qui fascine Riquet ; ce cadran solaire dressé sur une plaque d'ardoise porte la devise « Laedunt omnes, ultima necat » (« toutes [les heures] blessent, la dernière tue ») parfois attribuée à Sénèque et fréquemment apposée sur des cadrans solaires. C'est devant ce cadran qu'il rencontre Marguerite Charmaison, un peu plus âgée que lui, et à qui il voue dès cet instant une adoration et un amour qu'elle ne soupçonnera jamais. Le terre-plein est fermé par une balustrade constituant une sorte de belvédère, d'où l'enfant domine la grande rue et tout le panorama de la ville qui se déploie vers le sud jusqu'à la place où trône une statue d'Alfred de Vigny.
Dans les dernières pages du roman, les désillusions de Riquet sont grandes. La réconciliation entre les Nadaud et les Plancoulaine semble complète, mais l'enfant comprend bien ce qu'elle comporte d'artificiel. Marguerite Charmaison annonce, de manière inattendue, son prochain mariage. L'enfant, depuis sa balustrade, s'adresse une dernière fois à la statue du poète, lui demandant de l'aide.

### Thématique: entre satire et idéal
Dans la préface de son ouvrage, René Boylesve précise d'emblée le but qu'il a poursuivi en l'écrivant : 

« J'ose espérer que [les lecteurs] se plairont à reconnaître, dans le présent volume, le conflit muet, douloureux, et fréquent, de l'idéalisme de l'enfance avec les relativités nécessaires ou la comédie de notre vie de relations. »

#### Satire de la petite bourgeoisie provinciale
Les personnages dont Boylesve étudie les caractères et la société dont il analyse les mœurs appartiennent presque toujours aux « classes moyennes », là où l'instinct ou les aspirations profondes se heurtent à la barrière des convenances, entrant fréquemment en conflit avec les préjugés ou les traditions familiales. Ce parti pris fournit davantage de « matière » à l'auteur. Dans les petites villes françaises de province, l'organisation sociale au XIXe siècle semble se faire selon un modèle inspiré du « salon aristocratique ». La peinture de ces « gens ordinaires » de province, petit monde de notables citadins mené par le roitelet Plancoulaine, est brossée au travers du regard de l'enfant, ce qui en accentue la férocité naïve, bien qu'elle soit adoucie par la tendresse ou, parfois, par des touches d'humour :

« […] madame Plancoulaine avait au menton la barbe d'un pâté de ménage qui moisit. »

Tout ce petit monde est mesquin et servile, y compris Me Nadaud, médiocre et faible, comme beaucoup de personnages masculins chez Boylesve. L'épisode du « raisiné », cette compote de raisin populaire servie lors des réceptions chez Plancoulaine, montre de manière ironique la médiocrité des hôtes eux-mêmes, chez qui on s'attendrait à trouver des mets plus raffinés. Le fait qu'à la fin du roman, Mme Plancoulaine offre à Riquet et son père, venus se réconcilier, du pâté de gibier au lieu du raisiné, est un témoignage de bienveillance, d'autant plus que c'est Me Nadaud lui-même qui avait fait parvenir ce gibier aux Plancoulaine comme un cadeau diplomatique.
Ces péripéties annoncent le début d'une décadence de la petite bourgeoisie provinciale que Boylesve décrit dans ce roman comme il l'a déjà fait dans La Becquée,. Pour Edmond Jaloux, le roman est, de ce point de vue, un témoignage de la vie provinciale à la fin du XIXe siècle utile aux historiens de la Belle Époque.

#### Quête de l'idéal
Boylesve choisit de placer, en épigraphe de son texte, une citation de Sainte-Beuve :

« Il se trouve, dans les trois quarts des hommes, comme un poète qui meurt jeune, tandis que l'homme survit. »

Riquet, dont la conscience se forme peu à peu, commence à ressentir le besoin et l'attrait d'un idéal qui pourrait être la poésie, matérialisé par la statue d'Alfred de Vigny qui orne la place de Beaumont — dans la réalité, il s'agit d'une statue de René Descartes. La quête de cet idéal, un temps mise à mal par les péripéties et les mesquineries des adultes que Riquet désabusé ne peut que constater, resurgit aux dernières lignes du roman lorsque, depuis le jardin à la balustrade, l'enfant s'adresse à la cantonade à la statue du poète en qui il place tout son espoir : « Que voyez-vous ? que voyez-vous ? vous qui avez l'air d'être au-dessus de nous, ! »
L'idéal de Riquet pourrait aussi être l'amour qu'il se découvre pour Marguerite Charmaison, d'autant qu'il la sent inaccessible, qu'il ne lui avoue pas ses sentiments et qu'elle s'efface de sa vie dans les dernières lignes du roman.
Boylesve écrit de son livre « qu'il fournit le triste exemple de la vie médiocre et méchante et qu'il pose, à côté de l'idéal, le besoin du mieux, du plus beau, […] parce qu'une telle tendance existe réellement dans l'enfance ». Cette tendance, que René Boylesve enfant a sans aucun doute connue, a peut-être perduré chez René Boylesve devenu adulte et écrivain ; de même, le désenchantement de l'enfant n'est probablement que le reflet de celui de l'auteur lui-même, le roman semblant empreint de gravité triste. L'Enfant à la balustrade semble témoigner de la difficile recherche, par son auteur mais aussi par le personnage de Riquet, d'un juste équilibre entre la sensibilité du cœur et la raison de l'esprit.

#### La Touraine et les jardins pour décor
Ce roman reflète le goût de René Boylesve pour sa province natale (sa « petite patrie ») et ses paysages même si, comme pour La Becquée, cette peinture des mœurs provinciales aurait pu avoir un autre cadre que la Touraine et le décor régional n'est ici qu'un prétexte ; les Plancoulaine, par exemple, sont des stéréotypes, des personnages ubiquistes ; Beaumont et ses habitants ressemblent trait pour trait à ceux du Val de Loire d'une manière plus générale. Cette attirance de l'auteur pour la Touraine ne provient d'ailleurs pas d'un attachement à la terre elle-même, comme c'est le cas pour le personnage de tante Félicie dans La Becquée, ou à la province en tant que telle, mais parce que c'est dans ce lieu que Boylesve enfant a connu ses premières émotions et ses premières sensations d'un univers extérieur.
Le jardin de la propriété y occupe une place prépondérante, et il permet à l'enfant de se plonger dans de longues rêveries. De même, d'autres jardins figurent, presque au titre de « personnages », dans l'œuvre de Boylesve, du parc de La Leçon d'amour aux Souvenirs du jardin détruit ; Abel Hermant souligne, dans son discours de réception à l'Académie française où il occupe le fauteuil laissé vacant par la mort de Boylesve, l'amour de ce dernier pour les jardins.
La balustrade est un élément de décor fréquent dans les grands jardins et les parcs ; elle apparaît de manière récurrente dans les romans de Boylesve, au point qu'elle semble être « presque une formule d'entrée dans l'univers psychique de l'auteur ».

### Personnages principaux
Parmi les personnages cités dans cette section, seuls les Plancoulaine, Marguerite Charmaison et le Dr Troufleau n'apparaissent pas dans La Becquée.

#### Famille Nadaud
Maître Nadaud est notaire à Beaumont. Après la disgrâce dont il fait l'objet, il ne veut pas voir que tous ceux qui l'ont écarté de la vie sociale de la ville souhaitent, les uns après les autres, qu'il revienne vers eux et, arc-bouté sur ses positions, il ne tient pas compte des messages d'apaisement et d'ouverture qu'ils lui prodiguent. Dans cette situation, il montre sa méconnaissance des principes et des codes qui régissent la bourgeoisie de Beaumont. C'est un velléitaire qui ne se révolte qu'en pensée, comme lorsqu'il souhaite que la fumée de son cigare vienne incommoder l'un de ses ennemis ; cette fumée, malheureusement, s'élève au-dessus de la tête de ce dernier pour le nimber d'une sorte d'aura. Si, au début du roman, il fait preuve d'une certaine arrogance en annonçant qu'il a acheté la maison Colivaut et en niant les problèmes qui peuvent en découler, il se montre plus humble quand il vient l'habiter. C'est le personnage-clé de l'intrigue dans la mesure où son achat immobilier sert d'argument principal à Boylesve, mais le terme de « personnage principal » a du mal à s'imposer à son sujet.
Henri Nadaud, dit « Riquet », narrateur, fils de maître Nadaud, a une dizaine d'années au début du roman. Comme dans La Becquée, il observe et décrit les situations et les comportements des adultes qui l'entourent, mais il a grandi. Maintenant, il est en mesure de les analyser et les mesquineries qu'il découvre détruisent une partie de ses illusions d'enfant et le font un moment douter qu'il puisse exister un idéal à la vie. Georges Casella s'étonne d'ailleurs, le 15 novembre 1903 dans la Revue illustrée, de « l'ironie savante » dont peut faire preuve ce jeune enfant dans ses jugements.
« Petite-maman » est la seconde épouse de maître Nadaud. Elle est ainsi surnommée par Riquet, tiraillé entre son père et sa grand-mère qui n'a jamais accepté le remariage de son gendre et pour laquelle son petit-fils n'aura jamais qu'une seule « véritable » maman. Malgré son caractère léger et insouciant, elle soutient sans réserve son époux dans les épreuves qu'il traverse et qui l'affectent elle aussi ; elle est pourtant fugitivement tentée de le tromper.
Grand-mère Célina, belle-mère de Me Nadaud, outre les fortes réticences qu'elle nourrit à l'encontre de la seconde épouse de son gendre, ne se fait pas d'illusions sur la faiblesse de caractère de ce dernier, dont elle mesure bien les défauts. Elle montre beaucoup plus de clairvoyance que lui face à la possible évolution de la situation et le conseille utilement sur l'attitude à adopter.

#### Entourage
M. et Mme Plancoulaine, petits bourgeois habitant le faubourg au sud de Beaumont — Monsieur Plancoulaine a été maire de la ville sous le Second Empire —, font la pluie et le beau temps dans la société bourgeoise de la ville. Ceux qui ont l'audace de s'opposer à eux ou, simplement, de leur déplaire, deviennent ipso facto les ennemis des courtisans qui se pressent autour d'eux.
Maître Clérambourg est notaire honoraire et Me Nadaud, son ami de trente ans, lui a succédé en reprenant sa clientèle. Clérambourg fait cependant partie de la suite servile de Plancoulaine ; sympathique au fond mais mouton de Panurge ou opportuniste, son opinion évolue au gré de celle des « roitelets » de Beaumont.
Marguerite Charmaison est la fille d'un député anticlérical parisien qui ne réside à Beaumont que pendant les vacances. Amie de Riquet dont elle assure, sans qu'elle en sache rien, l'éducation sentimentale, elle est insensible au désir et à l'adoration qu'elle suscite chez lui. À la fin du roman, elle épouse un médecin de Beaumont installé par les Plancoulaine, au grand désespoir de l'enfant devenu adolescent. À cette occasion, elle se détourne totalement de ses rêves de jeunesse ; elle délaisse la philosophie pour laquelle elle s'était passionnée en traduisant Kant ; elle oublie que, fille d'un député anticlérical, elle a pris goût à sa rencontre avec John Henry Newman ; Riquet, lui aussi, fait d'une certaine manière partie de cette « vie d'avant ». L'anthroponyme choisi par Boylesve décrit parfaitement le personnage : Marguerite Charmaison « charme » Riquet comme elle charme son futur époux ainsi qu'un rival malheureux de celui-ci.
Le docteur Troufleau, amoureux éconduit de Marguerite Charmaison, est un acteur très secondaire de l'intrigue, mais François Trémouilloux suggère que Boylesve a mis de lui-même dans ce personnage, transposant dans le roman son amour déçu pour Louise Renaut, la Marguerite Charmaison de la « vraie vie ».

## Le roman dans son temps et son histoire
Les noms des principaux personnages sont les mêmes que dans La Becquée et le roman se déroule intégralement à Descartes et à Buxeuil, sur les lieux-mêmes où Boylesve a passé son enfance ; l'histoire elle-même est une adaptation romancée de l'enfance de Boylesve et des événements qu'il a connus alors.

### L'histoire et ses acteurs

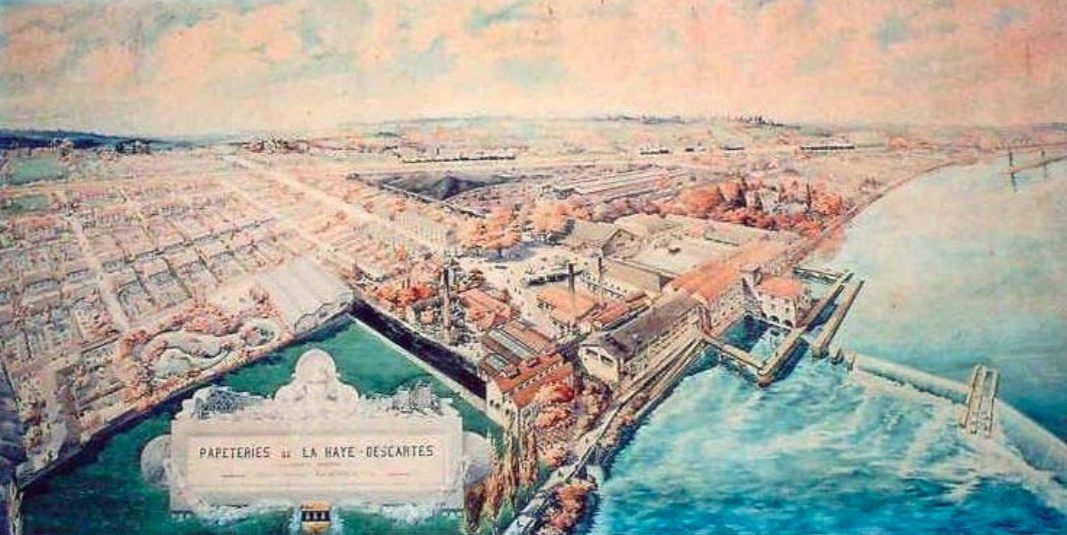
La papeterie de La Haye-Descartes en 1916.

En 1876 — c'est l'année où se clôt l'histoire de La Becquée — François Tardiveau (maître Nadaud dans le roman), le père de René Boylesve, est notaire à La Haye-Descartes (Beaumont). Il achète aux héritiers de Mme Mouton, qui vient de mourir, la maison située à l'angle des rues Mouton et Pierre-Ballue, dans leurs appellations contemporaines (c'est la maison Colivaut du roman). Ce faisant, il devance monsieur Defond (M. Plancoulaine), propriétaire de la papeterie industrielle de la ville, qui souhaitait aussi l'acquérir. Cet achat, considéré comme une trahison par M. Defond, vaut à Me Tardiveau d'être mis au ban de la bonne société de la ville ; les clients fuient son étude les uns après les autres, ce qui le conduit à la ruine. Ses amis eux-mêmes, comme son prédécesseur Me Defrance (Clérambourg), se détournent de lui. M. Defond aurait ainsi déclaré à ses visiteurs habituels, à propos de Me Tardiveau : « Chez lui ou chez moi : choisissez ! »
Deux ans plus tôt, René avait fait la connaissance de Louise Renaut (Marguerite Charmaison), plus âgée que lui, chez les Defond, mais il ne lui avouera jamais l'amour qu'il lui porte. Il déclare bien plus tard qu'aucune autre femme n'a tenu une place aussi importante dans sa vie et que Louise l'a inspiré lors de l'écriture de plusieurs romans, dont L'Enfant à la balustrade est le premier.
La fin du roman, qui voit Me Nadaud revenir en grâce auprès des notables de Beaumont et retrouver sa clientèle, est bien plus heureuse que la réalité : Me Tardiveau, ruiné, doit vendre en 1882 la maison Mouton dans laquelle il a installé son étude et quitter La Haye-Descartes sans s'être réconcilié avec M. Defond, ; il arrive à Tours début 1883 et s'inscrit comme avocat auprès du tribunal, mais ses clients sont rares et il se suicide le 17 mai de la même année.

### Les lieux
- maison Mouton : toponyme réel
- (maison Colivaut) : correspondance toponymique dans le roman

Plan de situation.

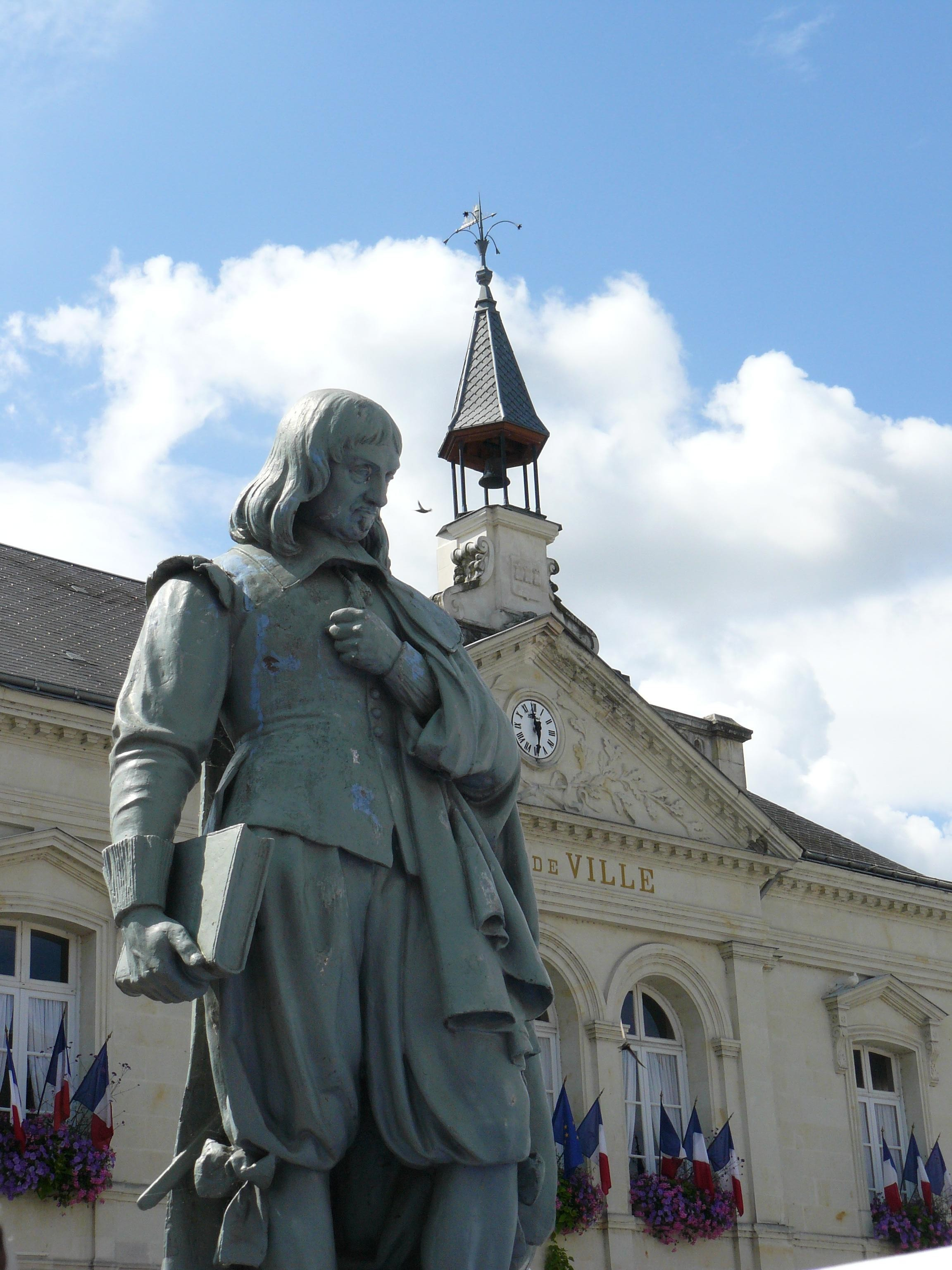
Statue de René Descartes à Descartes.

Si le jardin de la maison Mouton à Descartes possédait bien des terrasses et un cadran solaire, il n'a jamais été doté d'une balustrade ; pour les besoins de son roman, Boylesve y installe celle qui limitait le jardin du presbytère où il venait prendre des cours de catéchisme. Ce dernier jardin, qui domine la rive droite de la Creuse près du pont sur la rivière, était proche de celui qui porte le nom de « jardin René-Boylesve » depuis le 21 octobre 1951, ; il en était séparé par l'ancienne église Notre-Dame de La Haye.
Sur la rive gauche de la Creuse, dans l'alignement du pont et sur la commune de Buxeuil, le château de Plancoulaine appartient alors à M. Defond, concurrent malheureux de Me Tardiveau dans l'achat de la maison Mouton. Sans en changer l'emplacement dans son roman, Boylesve donne à son personnage le nom de la propriété,.
Il y a bien à Descartes, devant l'hôtel de ville et à l'emplacement indiqué par Boylesve dans son roman, une statue : elle représente René Descartes et non Alfred de Vigny, mais ce dernier, poète préféré de Boylesve, semble mieux convenir à l'auteur pour personnaliser la quête d'idéal poétique de Riquet. Dans les années 1870, la terrasse de la maison Mouton était plus étendue qu'à l'époque contemporaine, ce qui permettait au jeune Boylesve d'apercevoir la statue et le centre-ville ; cela n'est plus possible.

## Genèse et style du roman

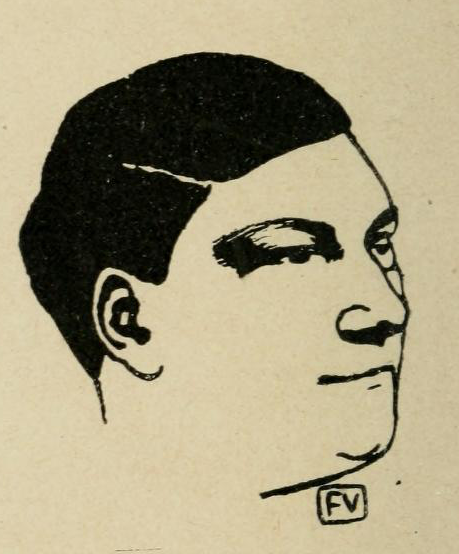
Hugues Rebell, par Félix Vallotton (vers 1898).

L'Enfant à la balustrade est la suite de La Becquée (1901) et les premières phrases du roman font le lien avec l'œuvre précédente. L'idée de ces deux romans est probablement suggérée à René Boylesve dès 1893 ou 1894 par son ami Hugues Rebell qui lui conseille alors de porter par écrit ses souvenirs d'enfance.
Le roman appartient ainsi à la « période autobiographique » de l'auteur, qui commence en 1901 avec La Becquée et qui marque aussi une rupture de style soulignée par Edmond Lefort. Jusqu'en 1899 et la parution de Mademoiselle Cloque, le style de Boylesve préfigure d'une certaine manière celui de Marcel Proust, et son éditeur Louis Ganderax lui reproche alors un certain manque de concision. À partir de la publication de La Becquée, et la tendance s'affirme dans L'Enfant à la balustrade, Boylesve tient compte de cette critique en faisant évoluer son style d'écriture qui devient beaucoup plus sobre, avec des phrases plus courtes, allant à l'essentiel,. Dans deux articles parus en 1926, Les Nouvelles littéraires, artistiques et politiques confirment les similitudes entre Proust et Boylesve, reconnaissant à ce dernier un « souci plus exact de la langue » et voyant dans L'Enfant à la balustrade une quête de Boylesve à la recherche du temps perdu. Charles Du Bos note également, pour l'écriture de Boylesve à cette période, la « solidité » du style, comparable à celle de Gustave Flaubert.
Marcel Proust décrit Boylesve comme s'inscrivant dans la lignée d'Honoré de Balzac, dans la mesure où leurs œuvres ont fréquemment pour cadre la Touraine ; d'autres critiques soulignent également cette forme de « filiation littéraire »,. Toutefois, Boylesve lui-même s'éloigne des références balzaciennes quand son roman, initialement paru sous le titre Comédie sous la balustrade — qui semblait faire référence à La Comédie humaine — est finalement publié sous le titre L'Enfant à la balustrade. Le terme de « comédie » est pourtant employé par Boylesve dans la préface de son roman pour évoquer le caractère artificiel de certains comportements.

## Critique

### Réception
Le 15 ou 16 mai 1903, Marcel Proust écrit à Antoine Bibesco « pour [lui] dire de lire sans perdre un instant le sublime roman de Boylesve [Comédie sous la balustrade, première version de L'Enfant à la balustrade] dans la Renaissance [latine] ». Pour sa part, Georges Casella, le 15 novembre 1903 dans la Revue illustrée, qualifie le roman de « chef-d'œuvre » qu'il compare aux Vacances d'un jeune homme sage, autre roman publié à la même époque par Henri de Régnier. Par contre, le 2 novembre 1903, Léon Blum, critique littéraire du Gil Blas, se montre partagé vis-à-vis du roman qui, au-delà de « la variété, la saveur vivante, la précision et le bonheur du détail », « glisse […] à une certaine diffusion traînante ».
L'Enfant à la balustrade est cité parmi les possibles lauréats du premier prix Goncourt, décerné en 1903 ; le roman bénéficie du soutien de Léon Hennique mais le prix est finalement attribué à John-Antoine Nau pour Force ennemie. Bien plus tard, le critique des Nouvelles littéraires, artistiques et politiques rapporte que le roman de Boylesve n'a pas reçu le prix Goncourt pour des raisons étrangères à ses qualités propres, mais « parce que l'auteur de La Becquée avait fait un mariage qui le mettait à l'abri du besoin ».
En novembre 1904, André Gide évoque dans son journal « le délicieux Enfant à la balustrade » dont il fait la lecture à haute voix. Dans le même temps, Jean Ernest-Charles, écrivant dans La Revue politique et littéraire, reconnaît au roman de grandes qualités (« analyse d'une émouvante précision », « tableau fidèle des mœurs provinciales »), mais reproche à Boylesve de « restreindre son sujet plutôt que de l'élargir » autour d'une « historiette » et d'être « sans spontanéité ».
Dans le supplément au Nouveau Larousse illustré de 1906, la rubrique consacrée à René Boylesve évoque L'Enfant à la balustrade comme un roman où l'auteur « décrit avec grâce, une sobre ironie, un sens très vif du pittoresque, les mœurs et les figures d'une petite ville ».

### Au cours desXXeetXXIesiècles
À la mort de René Boylesve, de nombreux articles sont publiés dans la presse littéraire. Ainsi, dans Les Nouvelles littéraires, artistiques et politiques du 23 janvier 1926, Edmond Jaloux souligne la capacité de Boylesve, dans ses romans régionalistes dont L'Enfant à la balustrade, à rendre poétique le quotidien d'une « vie provinciale qui paraît d'habitude si terne et si pauvre ». Le lendemain, dans Les Annales politiques et littéraires, Henry Bidou écrit que « les cinquante premières pages de L'Enfant à la balustrade sont un enchantement », même s'il tempère un peu son jugement à propos de la suite du roman en expliquant que « nous le lisons, et nous ne le rêvons plus ».
Albert Thibaudet, critique littéraire pour La Nouvelle Revue française et auteur en 1936 d'une Histoire de la littérature française de 1789 à nos jours, écrit dans cet ouvrage que « L'Enfant à la balustrade mérite de rester comme l'un des récits les plus purement filés de la vie provinciale ».
« Ironie et poésie » est l'expression employée par Jean Ménard dans L'œuvre de Boylesve avec des documents inédits (1956) pour qualifier le style du roman.
En 1961, les éditions Rencontre attribuent le prix de l'année 1903 à L'Enfant à la balustrade ; c'est la seule récompense obtenue par cette œuvre. Pour Louis Chaigne, en 1964, ce roman est « peut-être le chef-d'œuvre » de Boylesve. Pierre Joulia, dans une conférence donnée à Loches le 12 juin 1969, dit de L'Enfant à la balustrade qu'il est écrit « à la manière d'un Alphonse Daudet moins sentimental, et tous les deux [avec La Becquée] du meilleur Boylesve ». Vers la même époque, Joseph Majault est, pour sa part, davantage séduit par la forme — et par le « raffinement de la langue » — que par le fond.
L'Enfant à la Balustrade est souvent associé à Mademoiselle Cloque et à La Becquée dans les analyses des critiques. Cet ensemble est considéré comme « le pan le mieux achevé de l'œuvre boylesvienne » dans un article publié par la Revue d'histoire littéraire de la France (2009).

## Rédaction et diffusion

### Manuscrits et projets
Deux versions autographes du manuscrit de René Boylesve, dont l'une incomplète et l'autre annotée, sont conservées à la Bibliothèque nationale de France sous la cote NAF 13286.
Deux versions dactylographiées du manuscrit, annotées par Boylesve, sont conservées à la bibliothèque municipale de Tours sous les cotes Ms. 2183 et Ms. 2184. La première porte le titre barré de La Brouille ou l'Enfant à la balustrade ; l'autre a servi de base à l'édition en feuilleton (Comédie sous la balustrade).
Dans Feuilles tombées (publication posthume d'extraits de ses carnets de note), Boylesve semble avoir eu l'idée en 1912 d'écrire un roman montrant le triomphe d'un « stoïcisme souriant » sur toutes les injustices et les médiocrités : « De balustres plus hauts, titre possible d'un roman de l'auteur de L'Enfant à la balustrade ».

### Éditions

#### En feuilleton
Le roman paraît en feuilleton en quatre parties sous le titre Comédie sous la balustrade dans La Renaissance latine entre le 15 mai et le 15 août 1903 avec un texte légèrement différent des parutions en volume,,.

#### En volume
Lorsqu'il est édité en volume, le roman est divisé en quatre parties de 11, 10, 23 et 14 chapitres, selon un découpage semblable à celui retenu pour la parution en feuilleton.

##### En français
- L'Enfant à la balustrade, Paris, Calmann-Lévy, 1903, 386 p. (lire en ligne) (édition originale vingt-et-une fois réimprimée du vivant de Boylesve, ce qui, selon Henry Bidou, constitue un tirage relativement restreint[69]).
- L'Enfant à la balustrade (ill. Claude Chopy), Paris, Calmann-Lévy, coll. « Nelson », 1913, 366 p.
- L'Enfant à la balustrade (ill. Pierre Brissaud), Paris, Le Livre, 1920 et 1922, 308 p.
- L'Enfant à la balustrade (préf. Gilbert Sigaux), Lausanne, Éditions Rencontre, 1961, 337 p.
- « L'Enfant à la balustrade » (parution sous forme de supplément), L'Écho de la mode, nos 38 à 48,‎ 21 septembre au 30 novembre 1969.
- L'Enfant à la balustrade, Paris, Union générale d'éditions (10/18), 1988, 286 p. (ISBN 978-2-2640-1114-5).
- L'Enfant à la balustrade (préf. André Bourin), Monaco, Éditions du Rocher, 1988, 293 p. (ISBN 978-2-2680-4599-3).
- L'Enfant à la balustrade : roman, Paris, Éditions Libretto, 2017, 263 p. (ISBN 978-2-3691-4335-2).

##### En langues étrangères
- (en) The House on the Hill. A Story of French Country Life (trad. Jane Hutchinson), Londres, David Nutt, 1904, 352 p.[70].
- (es) El Niño en la balaustrada (trad. Germán Gómez de La Mata, préf. Vicente Blasco Ibáñez), Valence, Prometeo, 1921, 291 p.[71].